# The Girl Who Dared (film 1914)
The Girl Who Dared è un cortometraggio muto del 1914 diretto da Harry A. Pollard. Prodotto dalla Beauty (American Film Manufacturing Company), il film aveva come interpreti lo stesso regista, sua moglie, l'attrice Margarita Fischer, Fred Gamble, Gladys Kingsbury, Frank Cooley.

## Trama
Maggie è nata e cresciuta in una famiglia priva di valori. I suoi fratelli Lill e Frank sono molto diversi da lei e seguono le orme del padre. Maggie, invece, anche se cresciuta sotto le peggiori influenze, ha un carattere integro e ben presto lascia la famiglia iniziando una vita che le riserverà molte soddisfazioni, nonostante l'ingerenza del fratello.

## Produzione
Il film fu prodotto dalla American Film Manufacturing Company.

## Distribuzione
Distribuito dalla Mutual, il film - un cortometraggio in una bobina - uscì nelle sale statunitensi il 17 marzo 1914. Nel Regno Unito venne distribuito dall'American Co.